# Wonorojo
Wonorojo is een bestuurslaag in het regentschap Batang van de provincie Midden-Java, Indonesië. Wonorojo telt 1368 inwoners (volkstelling 2010).